# Indische Cricket-Nationalmannschaft in Sri Lanka in der Saison 1985
Die Tour der indischen Cricket-Nationalmannschaft nach Sri Lanka in der Saison 1985 fand vom 25. August bis zum 19. September 1985 statt. Die internationale Cricket-Tour war Bestandteil der Internationalen Cricket-Saison 1985 und umfasste drei Tests und drei ODIs. Sri Lanka gewann die Test-Serie 1–0, während die ODI-Serie 1–1 unentschieden endete.

## Vorgeschichte
Für beide Teams war es die erste Tour der Saison.
Das letzte Aufeinandertreffen der beiden Mannschaften bei einer Tour fand in der Saison 1982/83 in Indien statt.

## Stadien
Die folgenden Stadien wurden für die Tour als Austragungsort vorgesehen.
| Stadion                                 | Stadt   | Kapazität | Spiele               |
| --------------------------------------- | ------- | --------- | -------------------- |
| Paikiasothy Saravanamuttu Stadium (PSS) | Colombo | 15.000    | 2. Test; 2. & 3. ODI |
| Sinhalese Sports Club Ground (SSC)      | Colombo | 10.000    | 1. Test; 1. ODI      |
| Asgiriya Stadium                        | Kandy   | 10.300    | 3. Test              |

## Kaderlisten
| Test | Test | ODI | ODI |
| Sri Lanka | Indien | Sri Lanka | Indien |
| --- | --- | --- | --- |
| - Saliya Ahangama - Roy Dias - Roshan Jurangpathy - Ranjan Madugalle - Chaminda Mendis - Arjuna Ranatunga - Rumesh Ratnayake - Jayantha Silva - Sanjeewa Weerasinghe - Sidath Wettimuny - Ashantha de Mel - Aravinda de Silva - Asoka de Silva | - Mohinder Amarnath - Mohammad Azharuddin - Roger Binny - Kapil Dev - Sunil Gavaskar - Lalchand Rajput - Chetan Sharma - Gopal Sharma - Ravi Shastri - Maninder Singh - Laxman Sivaramakrishnan - Kris Srikkanth - Dilip Vengsarkar - Sadanand Viswanath | - Roy Dias - Vinothen John - Ranjan Madugalle - Chaminda Mendis - Arjuna Ranatunga - Rumesh Ratnayake - Rumesh Ratnayeke - Jayantha Silva - Roger Wijesuriya - Ashantha deMel - Aravinda deSilva | - Mohinder Amarnath - Mohammad Azharuddin - Roger Binny - Kapil Dev - Sunil Gavaskar - Chetan Sharma - Gopal Sharma - Ravi Shastri - Laxman Sivaramakrishnan - Kris Srikkanth - Dilip Vengsarkar - Sadanand Viswanath |

## One-Day Internationals

### Erstes ODI in Colombo
| 25. August Scorecard | Colombo (SSC) | Sri Lanka 241-6 (45/45)      | – | Indien 242-8 (44.3/45) |
|                      |               | Indien gewinnt mit 2 Wickets |   |                        |

### Zweites ODI in Colombo
| 21. September Scorecard | Colombo (PSS) | Sri Lanka 171-5 (28/28)       | – | Indien 157-4 (28/28) |
|                         |               | Sri Lanka gewinnt mit 14 Runs |   |                      |

### Drittes ODI in Colombo
| 22. September Scorecard | Colombo (PSS) | Indien 194-6 (40/40) | – | Sri Lanka 32-4 (9.2/15) |
|                         |               | No Result            |   |                         |

## Tests

### Erster Test in Colombo
| 30. August – 4. September Scorecard | Colombo (SSC) | Indien 218 (97.2) & 251 (119.3) | – | Sri Lanka 347 (144.4) & 61-4 (8) |
|                                     |               | Remis                           |   |                                  |

### Zweiter Test in Colombo
| 6. – 11. September Scorecard | Colombo (PSS) | Sri Lanka 385 (156.3) & 206-3 (53) | – | Indien 244 (95.1) & 198 (66.2) |
|                              |               | Sri Lanka gewinnt mit 149 Runs     |   |                                |

### Dritter Test in Kandy
| 14. – 19. September Scorecard | Kandy (AS) | Indien 249 (84.3) & 325-5d (84) | – | Sri Lanka 198 (63.3) & 307-7 (102) |
|                               |            | Remis                           |   |                                    |